# С.М.Г.О.
«С.М.Г.О.» — песня группы Слот. Первая песня, записанная с Дарьей Равдиной.
Шоу must go on

Что бы ни случилось

Выбор сделан, и

Его не отменить

Слот must go on, must go on, 

Это пять имён, пять знамён

Мы вне времени

Нас не остановить

## Описание
В апреле 2024 года группу покинула Дария Ставрович. После нескольких месяцев поиска, в конце июля была представлена новая вокалистка — Дарья Равдина. 

26 июля 2024 года группа Слот представила публике видеоклип и сингл «С.М.Г.О.»

На пресс-конференции, организованной НСН Игорь Лобанов заявил:
Трек и клип — это зафиксированный момент, в котором мы оказались, наше заявление о том, кто мы есть, что мы будем делать. Мы немного сразу прошлись по хейтерам. К сожалению, сказать «спасибо» нашей публике, которая нас поддержала, в песне сложно, потому что подумают не пойми чего 
.
Дарья Равдина также прокомментировала реакцию на её приход и новую песню:
Фанаты восприняли новую песню и меня очень хорошо. Конечно же, не обошлось без комментариев в духе «Без Нуки не то» и даже парочки хейтеров, но их было настолько мало, что я почти не заметила их 

.

Музыкальный критик Алексей Мажаев:
Клип на «С.М.Г.О.» выглядит как презентация нового «Слота»: все музыканты, не только солистка, представлены в максимально выигрышных образах – Кэш читает речитатив сосредоточенно и яростно,  Боголюбский в новообретённых усах даёт рок-героя, да вся пятёрка красиво иллюстрирует пафосную фразу из песни «С.М.Г.О.» «пять имён, пять знамён».Комментарии к клипу «С.М.Г.О.» полны восторженных отзывов о перезагрузке группы, мощном голосе и новой энергии, которую дала новая Даша. Действительно, остальные будто подзарядились от Равдиной и выдали очень драйвовый ню-металлический трек